# Gmol

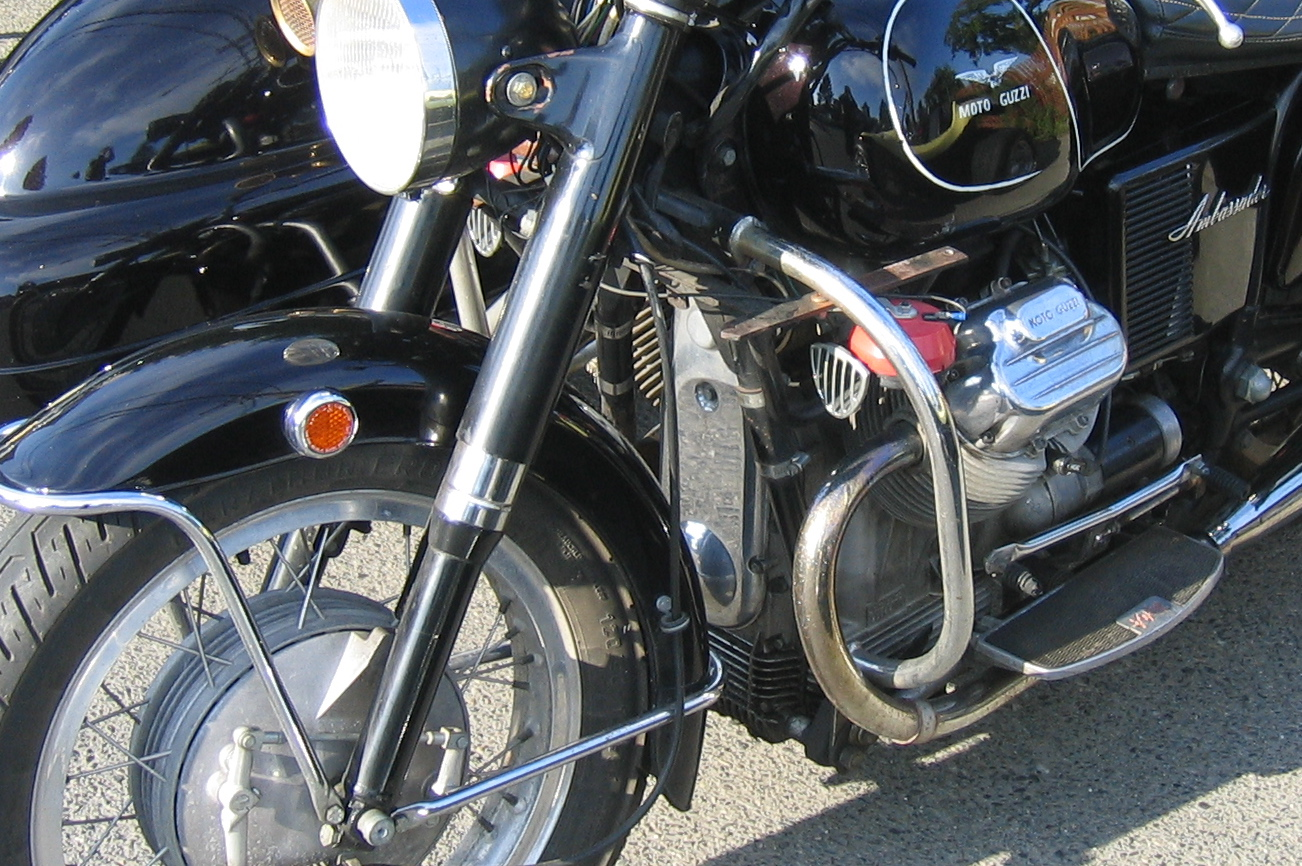
Gmole w klasycznym motocyklu

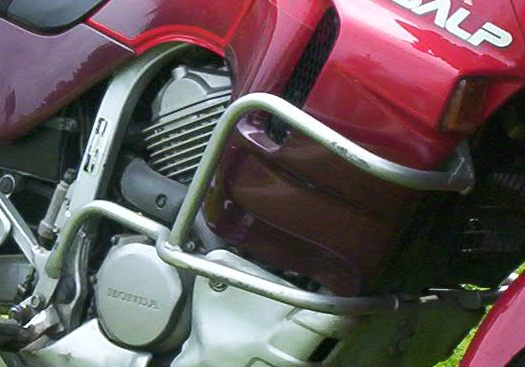
Gmole w turystycznym enduro (XL600V)

Gmol – (Gięta Metalowa Osłona Lędźwi) specjalna rama wykonana z rury giętej lub spawanej, stanowiąca osłonę zarówno silników, jak i osłon motocykli w przypadku wywrotki w czasie jazdy lub przewrócenia się motocykla na postoju.
W motocyklach klasycznych lub typu chopper gmole to zazwyczaj dwie stalowe rury wygięte w kształcie litery "U" lub jedna rura w kształcie otwartej litery "O" i mocowana do ramy motocykla. Istnieją gmole przednie (montowane przed silnikiem) oraz tylne (montowane w tylnej części motocykla). Gmole często pokrywa się chromem, a ich montaż uznaje się za element tuningu motocykla. Mogą one służyć jako podnóżki.
W motocyklach klasy turystyczne enduro gmole mają bardziej skomplikowany kształt i w większym lub mniejszym stopniu oplatają motocykl. W przypadku tej klasy motocykla zabezpieczają one dodatkowo plastikowe owiewki przed zniszczeniem w przypadku upadku, bywają też wykorzystywane jako element, do którego mocowane są dodatkowe torby na bagaże. Gmole są szczególnie ważnym i przydatnym akcesorium w motocyklach klasy enduro ze względu na częste upadki w trudnym terenie.